# Obiela

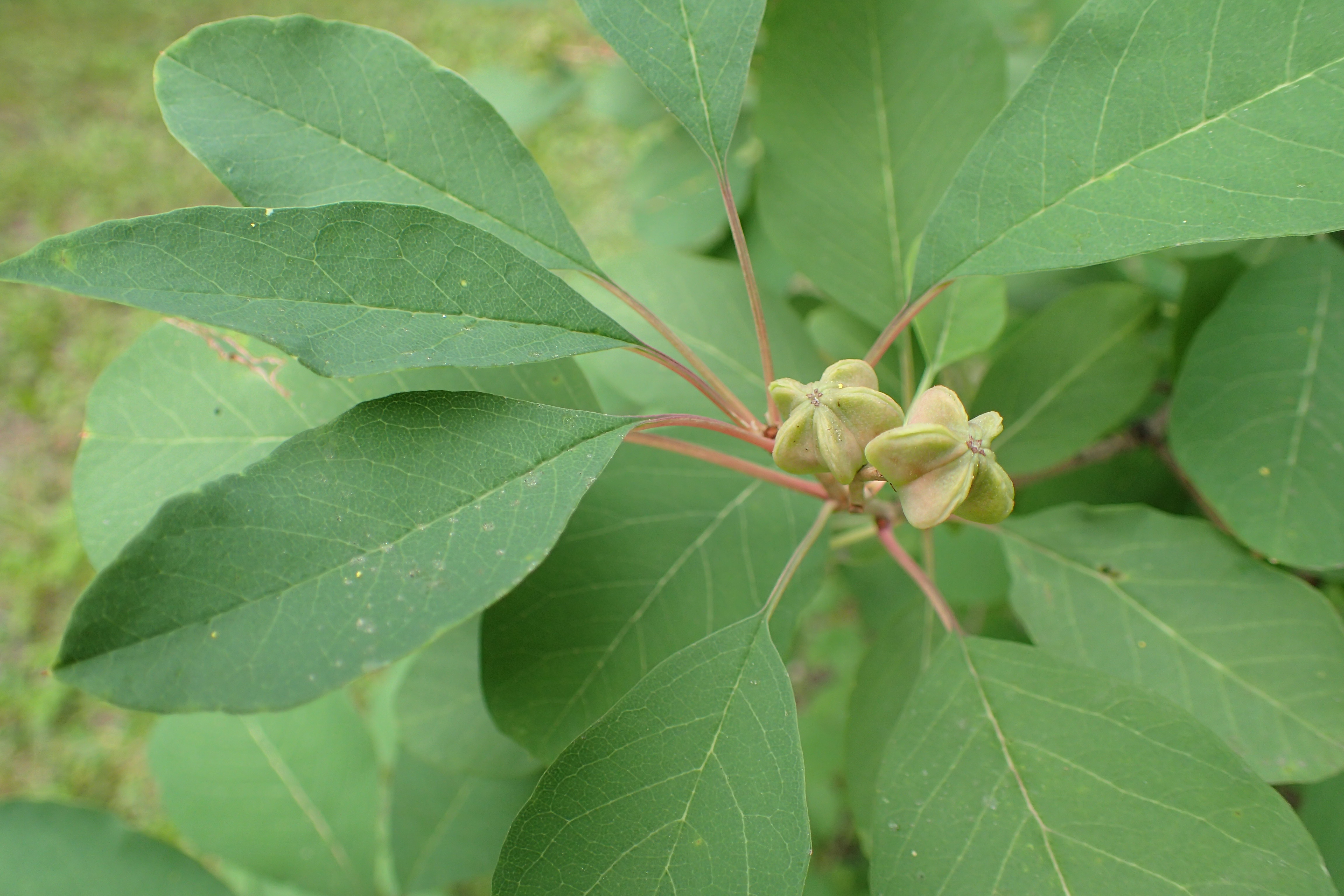
Owoce obieli wielkokwiatowej

Obiela, egzochorda (Exochorda Lindley) – rodzaj roślin należący do rodziny różowatych. Obejmuje w zależności od ujęcia 3 do 5 gatunków, przy czym w niektórych ujęciach włączane są jako odmiany jednego gatunku – obieli wielkokwiatowej Exochorda racemosa. Występują one w środkowej i wschodniej Azji, na wschodzie sięgając po Półwysep Koreański i Japonię. Rozpowszechnione szeroko jako rośliny ozdobne, introdukowane zostały do Ameryki Północnej, Europy i Australii. W Polsce najczęściej spotykana, i tylko w uprawie, jest obiela wielkokwiatowa E. racemosa. Inne gatunki są rzadkie i występują głównie w kolekcjach botanicznych.
Rośliny uprawiane jako ozdobne, wyróżniające się dużymi kwiatami, podobnymi do kwiatów jabłoni. Cenione są także z powodu obfitości kwitnienia i dużej mrozoodporności oraz małych wymagań w uprawie. Kwitnienie następuje wiosną i trwa do trzech tygodni. Jako walor wskazywane są także oryginalne z kształtu owoce.

## Morfologia

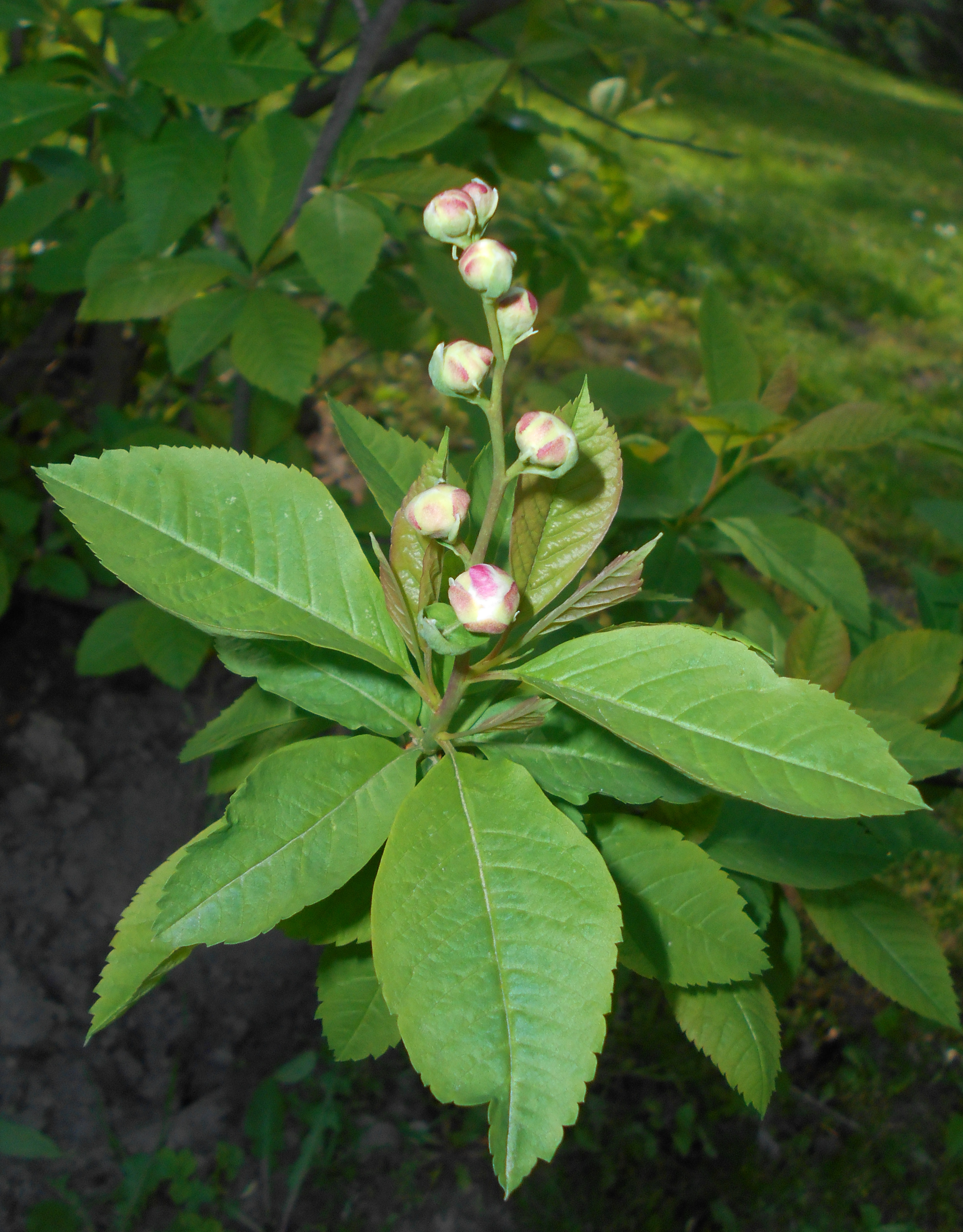
Obiela piłkowana

PokrójKrzewy osiągające od 3 do 5 m wysokości, o pędach nagich lub nieco owłosionych na najmłodszych odcinkach i tylko wiosną, prosto wznoszących się i rozpościerających się; młodsze, cienkie pędy kanciaste. Pąki jajowate, okryte łuskami, tępe lub zaostrzone. Krótkopędów brak.
LiścieOpadające na zimę. Skrętoległe, bez przylistków lub z drobnymi i szybko opadającymi. Liście ogonkowe, ale ogonki czasem bardzo krótkie (największe u E. korolkowii osiągają do 2,5 cm długości i są czerwonawe). Blaszka liściowa eliptyczna do podługowato-jajowatej osiągająca zwykle do 4,5 cm, ale czasem do 9 cm długości. Zwykle całobrzega, czasem z nielicznymi ząbkami w górnej części lub u nasady blaszki. Blaszka liści naga, czasem owłosiona od spodu.
KwiatyObupłciowe, okazałe, osiągające od 2,5 do 5 cm średnicy, zebrane po 4–10 we wyrastające na szczytach pędów, wąskie grona wznoszące się lub przewisające. Oś kwiatostanu naga lub początkowo (przed kwitnieniem) słabo owłosiona, z przysadkami. Hypancjum płytko dzwonkowate. Działki kielicha w liczbie 5, są krótkie i szerokie. Płatki korony także w liczbie 5, białe (też kremowe), szerokojajowate, u nasady zwężone w paznokieć, czasem bywają nieco wycięte na szczycie. Pręcików jest 15 lub 30, osadzone są na krótkich nitkach (pręciki są krótsze od płatków) wyrastających z krążka miodnikowego. Zalążnia górna, tworzona jest przez 5 owocolistków przyrośniętych do siebie tylko centralnie, poza tym szeroko (gwiaździście) rozpostartych, zawierających po 1–2 zalążki w komorach. Szyjek słupka 5.
OwocePięciokanciaste do gwiazdkowatych torebki (też opisywane jako mieszki) rozpadające się po dojrzeniu, zawierające 1–2 oskrzydlone nasiona w każdej z komór.

## Systematyka
Rodzaj klasyfikowany jest w obrębie rodziny różowatych Rosaceae do podrodziny Amygdaloideae i w zależności od systemu do plemienia Exochordeae Schulze-Menz (1964) lub plemienia Osmaronieae.
Wykaz gatunków
- Exochorda giraldii Hesse – obiela Giralda
- Exochorda korolkowii auct. – obiela Korolkowa
- Exochorda racemosa (Lindley) Rehder – obiela wielkokwiatowa
- Exochorda serratifolia S. Moore – obiela piłkowana
- Exochorda × macrantha (Lemoine) C.K.Schneid. – obiela mieszańcowa (krzyżówka obieli Korolkowa i wielkokwiatowej[13])

Poza ww. notowana jest także obiela tienszańska Exochorda tienschanica Gontsch. o niejasnym statusie taksonomicznym.

## Zastosowania
Obiele uprawiane są jako rośliny ozdobne. W Polsce spotykane głównie w kolekcjach botanicznych i arboretach, ale ze względu na walory i odporność polecane są do „podstawowego doboru krzewów ozdobnych”.
Zaleca się sadzenie ich pojedynczo w małych ogrodach, a w parkach i zieleni osiedlowej w formie nasadzeń grupowych. Dobrze prezentują się w zestawieniach z innymi krzewami, w tym zimozielonymi.

## Uprawa
Obiele rozmnaża się z nasion (wysiewanych wiosną pod osłonami) lub za pomocą sadzonek. Stosuje się sadzonki zielne pozyskiwane w maju–czerwcu i ukorzeniane w mieszance torfu i piasku (1:1) z użyciem kwasu indolilooctowego jako ukorzeniacza. Odmiany i mieszańce rekomendowane są do szczepienia na obieli wielkokwiatowej.
Najlepiej rosną na stanowiskach słonecznych lub w półcieniu (im większe ocienienie, tym luźniejszy i bardziej pokładający się pokrój), na glebie średniociężkiej do lekko spiaszczonej, ale na słabych glebach wrażliwe są na niedobór wilgoci. Szkodzi im także silnie zasadowy odczyn gleby, dobrze natomiast znoszą ugniatanie gleby i susze atmosferyczne Prześwietlanie krzewów wiosną sprzyja ich zwartemu rozkrzewianiu się i obfitemu kwitnieniu (przycięcie 1/3 starych pędów sprzyja rozwojowi nowych odgałęzień zakończonych w następnym sezonie gronami kwiatów).
Krzewy te są odporne na szkodniki i choroby.